# Легион (Marvel Comics)
Легион (англ. Legion), (настоящее имя Дэвид Чарльз Хэллер) (англ. David Charles Haller) — персонаж, появляющийся в комиксах издательства Marvel. Был создан писателем Крисом Клермонтом и художником Биллом Сенкевичем. Впервые появился в комиксе Новые мутанты #25 (Март 1985). Легион – мутант омега-уровня (самого высокого в классификации сил мутантов). Страдает от диссоциативного расстройства личности (оно же множественное раздвоение личности), и каждая его персона управляет одной из его многочисленных суперспособностей. Причем он даже точно не может сказать, сколько личностей живет внутри, потому что некоторые из них проявляются без его ведома. Обладая огромным количеством суперсил, Дэвид формально считается одним из самых сильных мутантов, но он не имеет возможности самостоятельно управлять всеми своими способностями. Их может использовать только та личность, которой они принадлежат, и только если она хочет их использовать.
В комиксах были случаи, когда Легион копировал чужие личности и в буквальном смысле поглощал их, и в его «коллекции» после этого появлялась еще одна. Был случай, когда он путешествовал во времени, он даже был способен изменять реальность по своей воле. Но все эти суперсилы сопровождаются постоянной внутренней борьбой личностей друг с другом. Легион нестабилен, так как его основное и центральное «я» может потеряться внутри, и ему придется приложить немало сил, чтобы снова вернуть контроль. Со временем в комиксах для него разработали специальный браслет, который позволял ему использовать способности той или иной личности, не отдавая ей полный контроль и тем самым он стал считаться одним из самых сильных персонажей в комиксе. Но не смотря на это он не стал самым сильным и в конце он проиграл битву Галактусу.

## История публикации
Персонаж был создан писателем Крисом Клермонтом и художником Биллом Сенкевичем. Легион дебютировал в комиксе Новые мутанты #25 в марте 1985 года.
В 1991 году Легион был назначен на роль одного из главных персонажей в обновленном X-Factor как член титульной суперкоманды. Однако писателю Питеру Дэвиду это не понравилось, и редактор Боб Харрас пришел к выводу, что Легион не должен быть использован в комиксе. Дэвид объяснил: «Я не против выстраивания сюжета о Легионе, но внедряя его в команду — вы просите слишком многого от читателя. Полагать, что все его личности соберутся вместе, чтобы стать командой — достаточно сомнительно… О, кстати, одна из них настолько сумасшедшая, что не может покинуть остров Мьюр… это многовато для читателя».

## Биография
Чарльз Ксавьер познакомился с Габриель Хэллер, когда работал в израильской психиатрической клинике, где она была его пациентом. Ксавье тайно использовал свои экстрасенсорные способности, чтобы облегчить боль переживших Холокост пациентов клиники. У них завязался роман, который привел к рождению сына Дэвида. Чарльз изначально не знал этого, и Габриэль не говорила ему, что беременна.

### Первое проявление способностей
Будучи ещё очень молодым, Дэвид стал жертвой террористической атаки, где он остался единственным выжившим. Эта ситуация привела к проявлению сверхъестественных способностей Дэвида, испепеливших сознание террористов. В процессе он впитал в себя разум лидера террористов Джемаила Карами. Будучи связанным с остальными во время их смерти, он впал в кому, и остался на попечение Мойры Мактаггерт на Острове Мьюр в исследовательском центре мутантов. Эта травма разделила сознание Дэвида на несколько личностей, контролирующих различные аспекты его псионической силы.

### Борьба внутри
Карами потребовались годы, чтобы отделить свое сознание от сознания Дэвида. Используя его телепатические способности, он перемешал все личности с сознанием Дэвида. Некоторые из личностей сопротивлялись Карами, и двое оказались грозными противниками: Джек Уэйн, самодовольный проходимец, который управлял телекинетическими силами Дэвида, и Синди, темпераментная дерзкая девчонка, получившая контроль над его пирокинетическими способностями. Уэйн намеревался уничтожить сознание Карами, чтобы сохранить свое независимое существование в сознании Дэвида. Ни одной из личностей не удалось победить, и Карами, Уэйн и Синди остались доминирующими личностями Дэвида.
Во время своего пребывания на острове Мьюр, Дэвид вышел из своей комы. Вскоре после, в Дэвида вселился Король Теней, который использовал свои способности, чтобы физически увеличить количество ненависти в мире, а затем питаться выработанной этой злостью энергией. За это время Король Теней, контролирующий сознание Дэвида, убил мутанта Дестини. Люди Икс и X-Фактор боролись с Королем Теней, и впоследствии Дэвид остался в коме.

### Легион Квест/Эра Апокалипсиса
Когда Мистик разыскала Дэвида, чтобы отомстить за убийство Дестини, он очнулся с исцелившимся разумом. У Дэвида появилась новая цель — помочь своему отцу осуществить его мечту сосуществования обычных людей и мутантов убийством Магнето, величайшего соперника Ксавьера, до того как у него [Магнето] будет шанс накопить силы. Он отправился на двадцать лет в прошлое, когда Ксавье и Магнето были санитарами в психиатрической лечебнице. В процессе он теряет память. Магнето случайно восстанавливает память Дэвида, после чего тот приходит в ярость, нападает на Магнето и раскрывает существование мутантов на десятилетия раньше. Некоторые из Людей Икс, отправились обратно во времени, чтобы предотвратить нападение Дэвида на Магнето. Ксавье, однако, оказавшийся на пути пси-меча (сфокусированной совокупности псионических способностей Легиона) был убит вместо Магнето, вызвав формирование «Эры Апокалипсиса».
Застряв в прошлом из-за действий Дэвида, Бишоп призвал на помощь Людей Икс новой реальности отправиться назад во времени, чтобы ещё раз противостоять Легиону. Бишоп отобрал у Легиона пси-клинок и вогнал его ему в грудь, дав Легиону, увидеть будущее, которое он [Легион] вызвал. В последние минуты своей жизни, Дэвид извинился за содеянное. Мать Дэвида, Габриель Хэллер, назвала это «материнской потерей», подразумевая, что Дэвид никогда не был зачат.
В то время как Дэвид был признан умершим, некоторые из его альтернативных личностей остались в ловушке между жизнью и смертью, проявляясь в виде духов. Когда духи начали терроризировать Израиль, Экскалибур был призван остановить их. Узнав о том, что духи не могут умереть, Мегган использовала её эмпатические способности, чтобы успокоить их гнев, убеждая их идти «к свету».

### Возвращение
Некоторое время спустя, Легиона обнаружили живым и запертым в бетонном блоке. Обнаружили его заново сформированные Новые Мутанты, когда те расследовали дело о мутанте в Уестклиффе, штат Колорадо. После случайного поглощения Кармы и попытки защитить маленькую девочку по имени Марси, которая также оказалась в его сознании, Дэвид, борющийся с армией своих множественных личностей, пытается взять контроль над своим телом через куклу по имени Мойра (которая позволяет своему владельцу получить контроль над телом Дэвида и использовать его способности по собственному желанию). Мойра перешла к Марси и стала желанной для других персоналий, более порочных и фривольных, в частности Джека Уэйна, который и стал зачинщиком борьбы за контроль над телом и силами Дэвида.
После побега из своей камеры, Дэвид отправляется убить Дэни Мунстар. Одна из множественных личностей Легиона раскрыла, что, когда Бишоп использовал психический меч Легиона, Дэвид был перенесён во временную линию Эру Апокалипсиса, где его поймали и сделали рабом, но она не раскрыла, как Легиону удалось вернуться в настоящее. Когда Магик попадает в его сознание, она убивает некоторых из более враждебных личностей, в том числе Джека Уэйна в попытке добраться до Кармы и Марси. В итоге Марси приводит девушек к Дэвиду, который был заперт другими личностями. Затем они добрались до куклы, управлявшей его телом; Карма и Магик возвращаются в свои тела, и Дэвида взяли под опеку Люди Икс.
После последствий Утопии, Клуб Икс, вместе с Шельмой и Дэйнджер, восстанавливает разум Дэвида, изолируя других личностей друг от друга, дабы помочь Дэвиду. Карма раскрыла во время сеанса с Кавита Рао, что Марси — маленькая девочка из Уэстклиффа, составлявшая компанию Дэвиду, когда он вернулся из Эры Апокалипсиса, но одна из личностей Легиона в конечном итоге убила её, так что Марси навсегда осталась заточенной в его разуме. Прежде чем Карма и Магик покинули его разум, Карму убило существо, убившее Марси с помощью Меча Душ Магик. Оба обманули Кавито, сказав, что это Магик убила его. Там, откуда не вернуться, и как единственная независимая и дружелюбная личность внутри него, Марси составила компанию Дэвиду в качестве источника комфорта и стабильности, в то время как фрагменты других личностей отделены и изолированы от них.

### Утопия
О Легионе заботится Дэйнджер, которая успокоила его личности и помещает его в одно крыло тюрьмы Утопии вместе с Себастьяном Шоу, Эмпатом, и Дональдом Пирсом.

### Второе Пришествие
Легион появляется в «Люди Икс: Второе Пришествие» в качестве одного из Людей Икс, сражающихся со Стражами Нимрода, вызванными Бастионом. В борьбе с армией Нимрода, постоянно появляющейся из портала, одержима уничтожением мутантов в Утопии, Чарльз Ксавье помогает своему сыну в борьбе против стражей. Людям Икс нужны были уникальные способности Легиона, несмотря на его явную нестабильность в связи с его диссоциативным расстройством личности. Легиона отправили в бой, используя две из его многих личностей, каждая из которых имеет собственные способности.

### Восход Новых Мутантов
Выяснилось, что Магик вернула Легиона обратно на Землю из Эры Апокалипсиса с целью уничтожить Старших Богов раз и навсегда.

### Эра Икс
Когда Чарльз Ксавьер и Доктор Немесис попытались излечить разум Легиона, это привело к созданию новой личности, которая «защищала» Легиона от «нападения» на его разум. Под новой личностью подразумевалась умершая Мойра Мактаггерт, которая использовала его способности для изменения реальности, чтобы создать новый мир, где Легион мог быть героем, которым он всегда хотел быть. К сожалению, этот статус «героя» начинался с того, что Легион был одним из мутантов, отвечавших за создание силового щита, отделяющего мутантов от постоянного нападения и преследования остальным человечеством, и заканчивался тем, что «Мойра» сама создавала солдат просто для того, чтобы Легион и остальные мутанты уничтожали их, и создавалось впечатление, что все «в безопасности». После того как Легаси (альтернативная Шельма) узнала правду об этом мире, ей удалось освободить Ксавье и других телепатов («Мойра» держала всех мутантов-телепатов запертыми на случай, если они вдруг раскусят её обман), которые впоследствии убедили Легиона поглотить «Мойру» обратно в себя и вернуть реальность в её первозданный вид.

### Потерянный Легион
Легиону был дан Нейронный Регулирующий Браслет, который был разработан Доктором Немесисом, Мэдисоном Джеффрисом и Ридом Ричардсом. После ввода определённого числа, устройство стимулирует клетки таламуса и неокортекса, создавая одностороннюю связь между Легионом и одной из его субличностей. Таким образом Легион мог использовать способности, не будучи взятым под контроль личностью. Позже выяснилось, что некоторые из сущностей Дэвида, покинули его тело. С помощью Людей Икс, Легион начал охотиться и поглощать все эти «потерянные души» обратно, но при поглощении последнего он случайно впитал Шельму, и выпуская её, он перенес серьезный шок для своей нервной системы. Шельма сказала, что пока была внутри Легиона, она почувствовала тысячи способностей, и их становилось все больше и больше.

### Мстители против Людей Икс
Легион восстановился, и был замечен со своим отцом. Когда Феникс прибыла на Землю, чтобы выбрать себе носителя, это заставило всех телепатов омега уровня испытать невероятную боль, Легион был одним из них. В какой-то момент Ксавье отвёл Дэвида к Мистику Мерза, чтобы помочь ему контролировать свои обширные способности.

### Квест для контроля и наследие Ксавье
С помощью Мистика Мерза Дэвид получает большое количество контроля над своими способностями, создав тюрьму в своем сознании и закрыв там многих субличностей. Однако, этот контроль был разрушен, когда порабощенный Силой Феникса Циклоп убил профессора Икс, что вызвало психологический шок у Легиона, из-за чего он потерял контроль и уничтожил место, в котором находился, и высвободил все порочные личности. Это привело к смерти Мистик Мерза и многих других. Один за другим личности Легиона взяли под контроль тело Дэвида и начали сеять хаос по всему миру. Дэвид захватывает обратно свое тело и узнает, что находится в Китае. Там на него напали люди, но ему помогла неизвестная сущность, которая использовала мертвого козла, чтобы построить себе тело. Однако незнакомец начинает оскорблять отца Дэвида и убивает несколько людей, Дэвида тем временем начала прищемлять одна из его субличностей, и практически захватила его. Дэвид побеждает эту субличность и использует её способности, чтобы оглушить людей и прочитать мысли незнакомца, где он [Легион] увидел дикую ненависть к нему, его отцу, и всем мутантам в целом. Кроме того, Дэвид узнает, что есть два близнеца мутанта, нуждающихся в помощи. Дэвид решает помочь им и берет под контроль свою силу раз и навсегда.
Отправившись в Японию, Легион попадает в засаду и оказывается в плену. Позже Дэвид узнает, что близнецы не в заточении, но что они наследники старого врага Логана — Огуна. Однако Легион замечает, что близнецы действуют не по собственной воле, а по принуждению. Он убеждает их в том, что если они не хотят что-то делать, никто не может их заставить, ведь они ещё дети. Легион также признает, что его отец не был идеальным, и нет никакого вреда пытаться стать лучше. Это позволяет Дэвиду приобрести больше уверенности в себе, что делает его морально сильнее и способным победить любую другую свою субличность, иссушить её и использовать её способность. Легион просит близнецов сопровождать его в его путешествии, и они принимают его предложение. Однако, та же самая сущность, которую уже встречал Дэвид, обманывает Людей Икс, заставив их думать, что Легион приносит вред близнецам. И они [Люди Икс] нападают на Легиона, требуя, чтобы он отпустил близнецов.
В заключительном выпуске Люди-Икс: Наследие Легион, постигнув всю мощь своих способностей, решает стереть себя из реальности, никогда не рождаться. Однако остался его дух, живущий в сознании Блайндфолд.

## Силы и способности
Легион — это мутант Омега-уровня, страдающий от диссоциативного расстройства личности. Первая проявившаяся индивидуальность, Джемаил, была сознанием террориста, которое Дэвид каким-то образом впитал в себя. По словам Кармы, он может поглощать других людей в свой разум, если находится рядом с ними в момент их смерти, либо посредством телепатии. Два других, Джек Уэйн и Синди, одни из тех, кто также давал о себе знать. Неизвестно сколько всего личностей могло существовать. Проявление отдельных способностей Легиона было связано с разными личностями, и каждая личность управляла различной силой. Совокупность всех его сил сделала Легиона одним из сильнейших мутантов, когда-либо существовавших.
Основная личность Легиона взяла контроль над способностями его расколотых личностей, когда он отправился назад во времени.
Некоторые способности физически меняют тело хозяина, например ликантропия или цепкий язык. Некоторые другие способности: суперскорость, полёт, рентгеновское зрение, поглощение тепла, суперсила, пронзительный вопль. Доктор Немесис утверждает, что Легион инстинктивно создал куклу по имени Мойра, и тот, кто получает контроль над куклой, получает и контроль над телом Легиона. С помощью Меча Душ, который ей дала Магик, Карма вошла внутрь сознания Легиона и освободила неизвестную сущность, запертую глубоко внутри него. Это оказался сам Легион. Этот «истинный Легион», будучи способным деформировать реальность, стер из реальности Древних Богов, вернув вселенную в то состояние, в котором она была до их прихода на Землю.
Новая личность появилась, когда Доктор Немесис начал убивать других личностей. Эта новая сущность была описана Профессором Икс как психическое антитело. Она обладала ясновидческими способностями и варп-реальностью. Эта индивидуальность оказалась единственной, которая хотела, чтобы Дэвид был счастлив, поэтому она создала реальность Эры Икс, где Дэвид был бы героем. Она приняла облик Мойры и стала его «матерью» в этой реальности.
Когда Эра Икс закончилась, Легиону был дан Нейронный Регулирующий Браслет, разработанный Доктором Немесисом, Мэдисоном Джеффрисом и Ридом Ричардсом. После ввода определённого числа, устройство стимулирует клетки таламуса и неокортекса, создавая одностороннюю связь между Легионом и одной из его субличностей. Таким образом Легион мог использовать способности, не будучи взятым под контроль личностью.
В текущем томе Люди Икс: Наследие, Дэвид был показан имеющим контроль над своими способностями, но потерявшим его из-за психического шока от смерти своего отца. Были показаны новые субличности с их собственными силами.

### Личности
Ниже приведен список разных личностей Легиона, обладавших своими способностями:
- Через личность Джемаила Карами (имя, данное Личности № 2), он может использовать телепатию.[14]
- Через личность подсобного рабочего Джека Уэйна (имя, данное Личности № 3) он может пользоваться телекинезом.
- Через личность девушки-бунтарки Синди (имя, данное Личности № 4) он использует пирокинез. Эта личность влюблена в Сайфера.
- Через личность Легиона (имя, данное Личности № 5, «настоящее Я» Легиона), он может искривлять реальность и время. Эта сущность ответственна за реальность Эры Апокалипсиса. Магик дала этой сущности прозвище «Бог-Мутант».
- Через сущность Салли (имя, данное Личности № 67) он может превращаться в страдающую ожирением женщину с суперсилой и повышенной мышечной массой, как у Халка.[15]
- Через личность безымянного панк-рокера (классифицированного как Личность № 115) он может испускать направленные звуковые волны, упоминавшиеся Стражами Нимрода как «Акустическая Агрессия».[16]
- Немного известно о Личности № 181, кроме того, что она может увеличиваться до неведомых размеров[17].
- Через личность Джонни Гоморры (имя, данное Личности № 186) он может превращать своих врагов и другие объекты в соль[18].
- Скоротечный (имя, данное Личности № 227) имеет способность к манипуляции временем.
- Личность #302 имеет способности быстрого нанесения ударов.
- Стикс (имя, данное Личности № 666) имеет способность поглощать души своих жертв. После поглощения Стикс может контролировать тело жертвы.
- Личность № 762 — пират, изрыгающий ядовитый газ.
- Личность № 898 — кентавр.
- Делфик (имя, данное Личности № 1012) — синекожая всезнающая провидица, готовая дать ответ на любые три заданных ей вопроса.
- Клоун — угрюмый клоун, испускающий световую энергию изо рта.
- Кирбакс Краклар — демоническое существо со способностью летать и генерировать электричество.
- Ксения Надежда Панова — московская наследница, чемпион по метанию диска. Она обладает способностью генерировать ионные скальпели из своих пальцев.
- Марси Сабол — обычная девочка, которую однажды встретил Дэвид Хэллер. Была заточена в сознании Дэвида после того, как была убита одной из его личностей.
- Червоточина Водо может открывать червоточины по галактике.
- "Эпицентр" Пристли может управлять гравитацией.
- Зубар имеет способность левитировать.

## Склад ума
Легион был описан как аутист и шизофреник.

### Происхождение имени
Легион назван в честь библейского демона Легиона. Одержимый злым духом, — спросил Иисус, — как зовут тебя? На что он ответил: «Имя мне — Легион, ибо нас много».

## Другие версии

### Ultimate Marvel
Воплощение Протея — это сочетание Легиона и Протея из основных комиксов. Его мать — Мойра Мактаггерт, его отец — Чарльз Ксавье. Он обладает способностью Протея к деформации реальности, и назван Дэвид Ксавье. Он сбегает с Острова Мьюр, ищет своего отца, и убивает многих, чтобы дискредитировать его. Дэвид позже был раздавлен Колоссом при помощи агента S.T.R.I.K.E. Бетси Брэддок.

### Эра Икс
В реальности Эры Икс, Легион является членом Отряда Воинов, избранной группы телекинетиков, отстраивающих «Силовое Поле» (телекинетические щиты, которые защищают крепость Икс) на ежедневной основе. В отличие от его 616 двойников, здесь у него не было показано иных сущностей.

## Вне комиксов

### Телевидение
- Легион получил свой телесериал в 2017 году на FX, продюсированием занялись 20th Century Fox Television и Marvel Television. Изначально планировалось, что сюжет будет происходить в той же Вселенной, что в серии фильмов Люди Икс, но президент FX Джон Ландграф сообщил, что действие будет происходить в параллельной Вселенной. Рэйчел Келлер сыграла «дерзкую, оптимистичную девушку в свои 20», имеющую способности, «связанные с человеческим прикосновением», так же, как у одной из ключевых Людей Икс, Шельмы. В феврале 2016 года Дэн Стивенс был выбран на роль главного героя, Обри Плаза, Джин Смарт, Эмбер Мидфандер и Кэти Аселтон также на ведущих ролях.
- Легион появляется в «Люди Икс: Эволюция» эпизод «Грехи Сына», озвученный Кайлом Лэбайном. Предыстория Легиона остается практически неизменной, изначально Дэвид Хэллер — довольно обычный мальчик без видимых сверхъестественных способностей.
- Легион упоминается в «Марвел Аниме: Люди Икс». Он является первопричиной того, что называется «Синдром Деймон-Холла». Это вирус, который влияет на мутантов, развивая вторичную мутацию, вызывающую множественные личности, неконтролируемые физические мутации, и психологическую неустойчивость. Существует вакцина, которую создал Зверь, чтобы остановить его распространение. Следует также отметить, что одним из главных антагонистов сериала является Такео Сасаки (озвучивает Ацуси Абэ в японской версии и Стив Стейли в английском дубляже) — сын профессора Икс и Юи Сасаки (ученой, специализирующейся на исследовании мутантов). Этот персонаж похож на Легиона во многом, кроме облика, он также похож на Протея с точки зрения его происхождения и способности к искривлению пространства.